# Kangel
Kangel (en népalais : कांगेल) est un comité de développement villageois du Népal situé dans le district de Solukhumbu. Au recensement de 2011, il comptait 2 052 habitants.